# 湖㳇镇
湖㳇镇，是中华人民共和国江苏省无锡市宜兴市下辖的一个乡镇级行政单位。

## 行政区划
湖㳇镇下辖以下地区：
湖㳇社区、竹海村、洑西村、邵东村、东兴村、大东村、银湖村和张阳村。